# Amărăști (okręg Dolj)
Amărăști – wieś w Rumunii, w okręgu Dolj, w gminie Fărcaș. W 2011 roku liczyła 450 mieszkańców.